# 拉夫曼 (佛羅里達州)
拉夫曼（英語：Loughman）是位於美國佛羅里達州波爾克縣的一個人口普查指定地區。

## 地理
拉夫曼的座標為28°14′46″N 81°34′06″W / 28.24611°N 81.56833°W，而該地最高點為海拔高度31米（即102英尺）。

## 人口
根據2010年美國人口普查的數據，拉夫曼的面積為9.70平方千米，當中陸地面積為9.60平方千米，而水域面積為0.10平方千米。當地共有人口1385人，而人口密度為每平方千米142人。